# Армледер, Джон
Джон Армледер (англ. John Armleder; род. 1948, Женева, Швейцария) — художник, критик, куратор, член базирующейся в Женеве Группы Люк Буа (фр. Groupe Luc Bois). 
Джон Армледер принимал активное участие в движении Флюксус на протяжении 1960-х и 1970-х, был основателем Группы Экарт в 1969 году, известной преимущественно перформансами и публикациями.

## Творчество
Джон Армледер часто анализирует контекст, в котором искусство демонстрируется и рассматривает выставку как медиум. В ранних работах он ставит под сомнение понятие подлинности искусства с помощью инсталляций, которые объединяли найденные объекты и абстрактную живопись художника, часто иронично отсылающую к модернизму.
С 1990-х Джон Армледер создаёт то, что он сам называет «мебельная скульптура» (англ. «Furniture Sculptures») — инсталляции, в которых сопоставляется мебель с монохромной или абстрактной живописью, написанной непосредственно на мебели или на холстах.
Работы художника сильно варьируются по форме. Джон Армледер с самого начала использует случайность как метод создания произведений (во многом как Джон Кейдж). Он часто использует сценографию, помещая разные отдельные работы в непосредственной близости друг от друга, создавая выставки, похожие на инсталляции.

## Образование
Джон Армледер учился в Школе изобразительных искусств (фр. École des Beaux-Arts) в Женеве в 1966—1967 и в Летней школе Glamorgan в Великобритании в 1969 году.